# Liste der Kulturdenkmäler in Oberbrombach
In der Liste der Kulturdenkmäler in Oberbrombach sind alle Kulturdenkmäler der rheinland-pfälzischen Ortsgemeinde Oberbrombach aufgeführt. Grundlage ist die Denkmalliste des Landes Rheinland-Pfalz (Stand: 12. Juni 2023).

## Einzeldenkmäler
| Bezeichnung           | Lage                | Baujahr                           | Beschreibung | Bild |
| --------------------- | ------------------- | --------------------------------- | --- | ---- |
| Hirten- und Schulhaus | Hauptstraße 19 Lage | erste Hälfte des 19. Jahrhunderts | ehemaliges Hirten- und Schulhaus; eingeschossiges Quereinhaus, Bruchsteinscheune mit Krüppelwalmdach und aufgetztem Glockenturm, erste Hälfte des 19. Jahrhunderts | BW   |